# Kunstakademie Bad Reichenhall

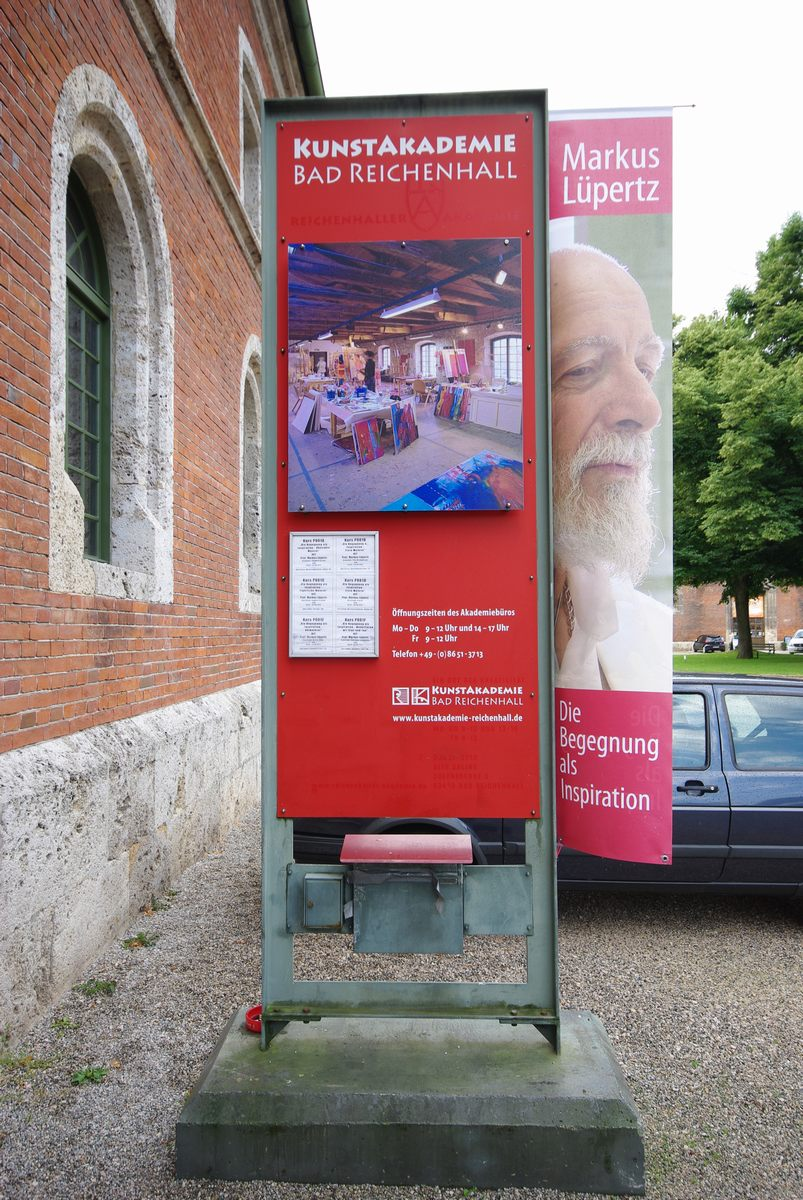
Kunstakademie in der Alten Saline

Die Kunstakademie Bad Reichenhall ist eine seit 1996 vorrangig auf die Erwachsenenbildung ausgerichtete Kunstschule, die von der Stadt Bad Reichenhall getragen wird. Ihre Ateliers befinden sich in der Alten Saline, einem Industriedenkmal aus der ersten Hälfte des 19. Jahrhunderts.

## Geschichte
Die Initiative zur Gründung der Kunstakademie Bad Reichenhall ging von dem Künstler Walter Andreas Angerer, dem Salinendirektor Richard Griß und dem Leiter der Reichenhaller Volkshochschule Rupert Fegg aus, der dann als Gründungsdirektor von 1996 bis 2014 die Leitung der Einrichtung übernommen hat. Seine Nachfolgerin wurde die promovierte Kunstwissenschaftlerin und Kulturmanagerin Brigitte Hausmann, aktuell ist der Soziologe Stefan Wimmer Direktor der Kunstakademie.
Jedes Jahr besuchen etwa 2000 Kunstinteressierte aus Deutschland, Österreich, der Schweiz und anderen Ländern an die 200 Kurse, die von bis zu 150 Künstlerinnen und Künstlern angeboten werden.

## Konzept
Unterrichtet werden in Wochen- und Wochenendkursen Malerei, Zeichnung, Druckgrafik, Plastik, Mixed Media, Papierkunst und künstlerische Fotografie in verschiedenen stilistischen, inhaltlichen, technischen und Materialvarianten. Berücksichtigt sind die Bedürfnisse von Anfängern bis Fortgeschrittenen. Für viele Teilnehmende (vor allem Absolventen der Studiengänge und Meisterklassen) sollen die Kurse die Basis auf dem Weg zu einer beruflichen Künstlertätigkeit bilden. Für junge Menschen (bis 25 Jahre) stehen besondere Angebote und Begabtenstipendien zur Verfügung. Einzelne Stipendien werden auch an talentierte Erwachsene in finanziell schwierigen Verhältnissen vergeben.
Das Praxisangebot wird ergänzt durch theoretische Seminare in den Bereichen Kunstgeschichte, Kunsttheorie und Professionalisierung für die Kunstwelt. In der Ferienzeit finden in der Kunstakademie Kunstkurse für Kinder statt.
Die Kunstakademie nutzt seit vielen Jahren die Städtische Galerie im Alten Feuerhausin Bad Reichenhall für Ausstellung. Außerdem wurde das Programm ergänzt mit öffentlichen Veranstaltungen wie Filmabenden, Diskussionen, Lesungen. Der Eintritt ist meist frei.